# Penza
Penza (en ruso: Пенза) es una ciudad y capital del óblast de Penza, en la Rusia central europea, situada a orillas del río Sura. Nudo ferroviario y centro industrial, entre sus manufacturas hay que señalar la fabricación de maquinaria agrícola, madera, relojes y bicicletas. La ciudad cuenta con escuelas de formación industrial y de profesorado, museos y un observatorio. Fue fundada como fortaleza en 1666, y estuvo sujeta a frecuentes ataques por parte de los tártaros de Crimea. Localizada en una fértil región de tierra negra, se desarrolló como centro comercial en el siglo XVIII. Población (2002), 518 200 habitantes

## Galería

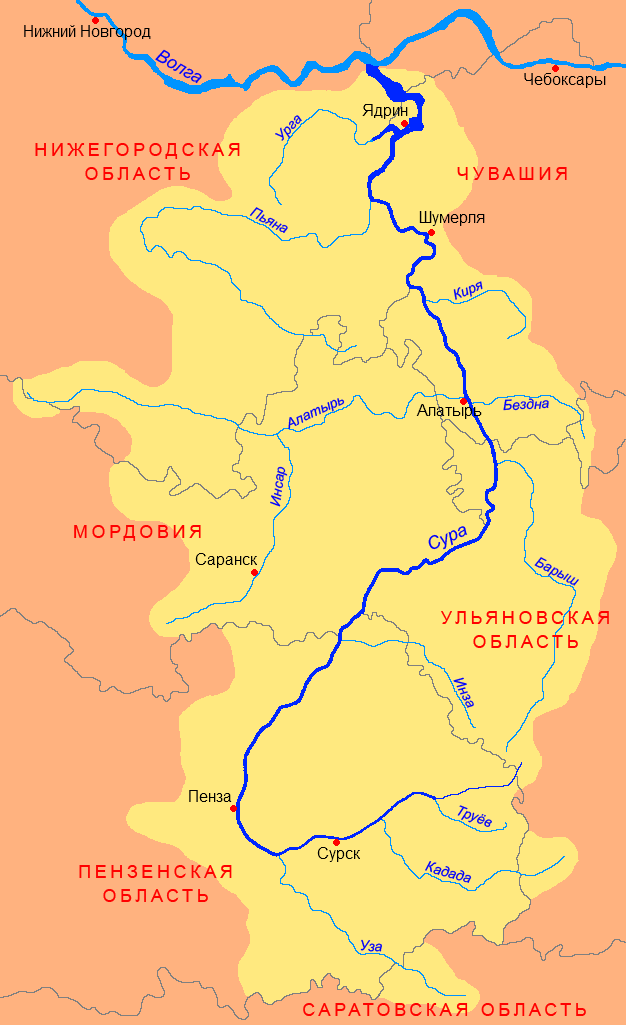
Penza (Пенза) en mapa en ruso del río Sura
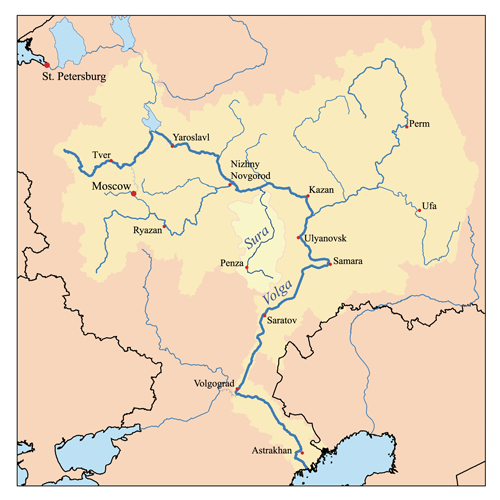
Penza, a orillas del Sura, en mapa del Volga
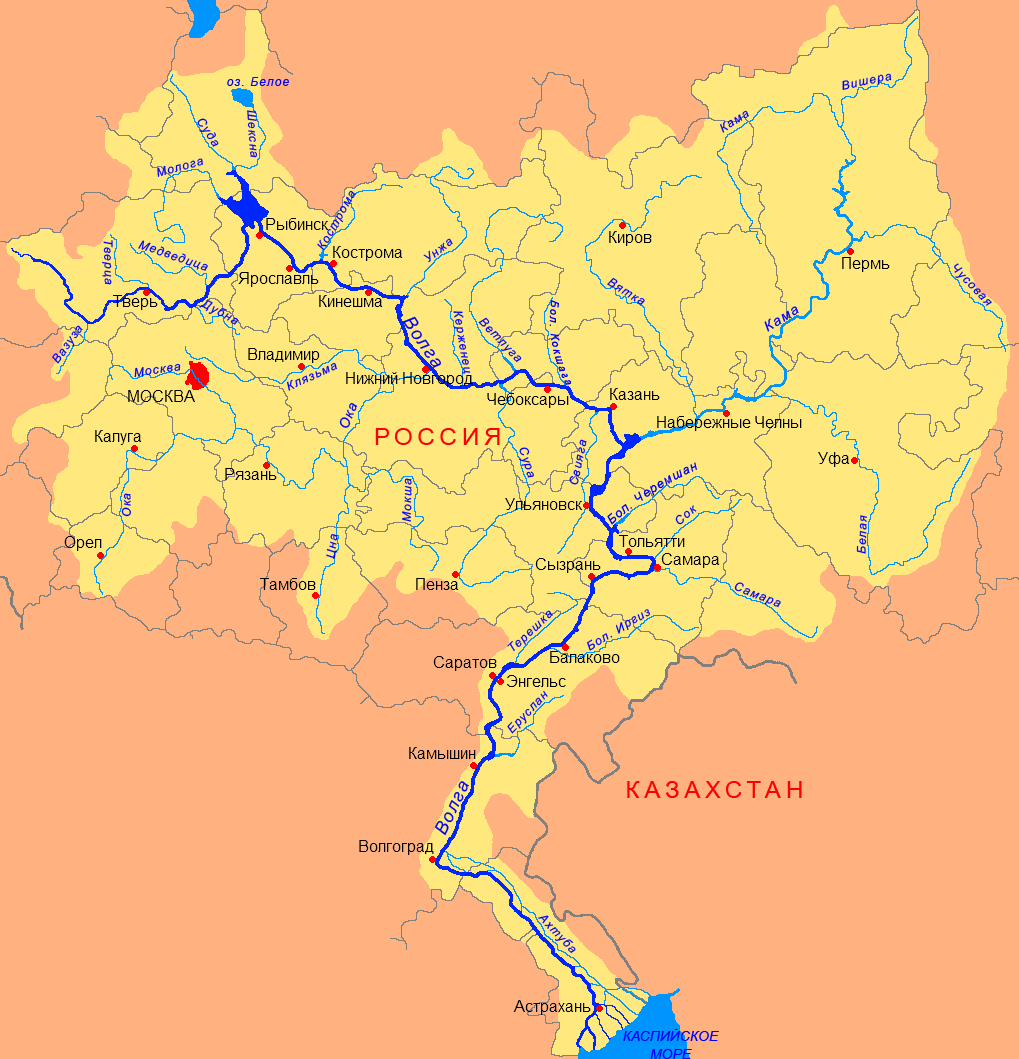
Penza (Пенза) en mapa ruso del Volga
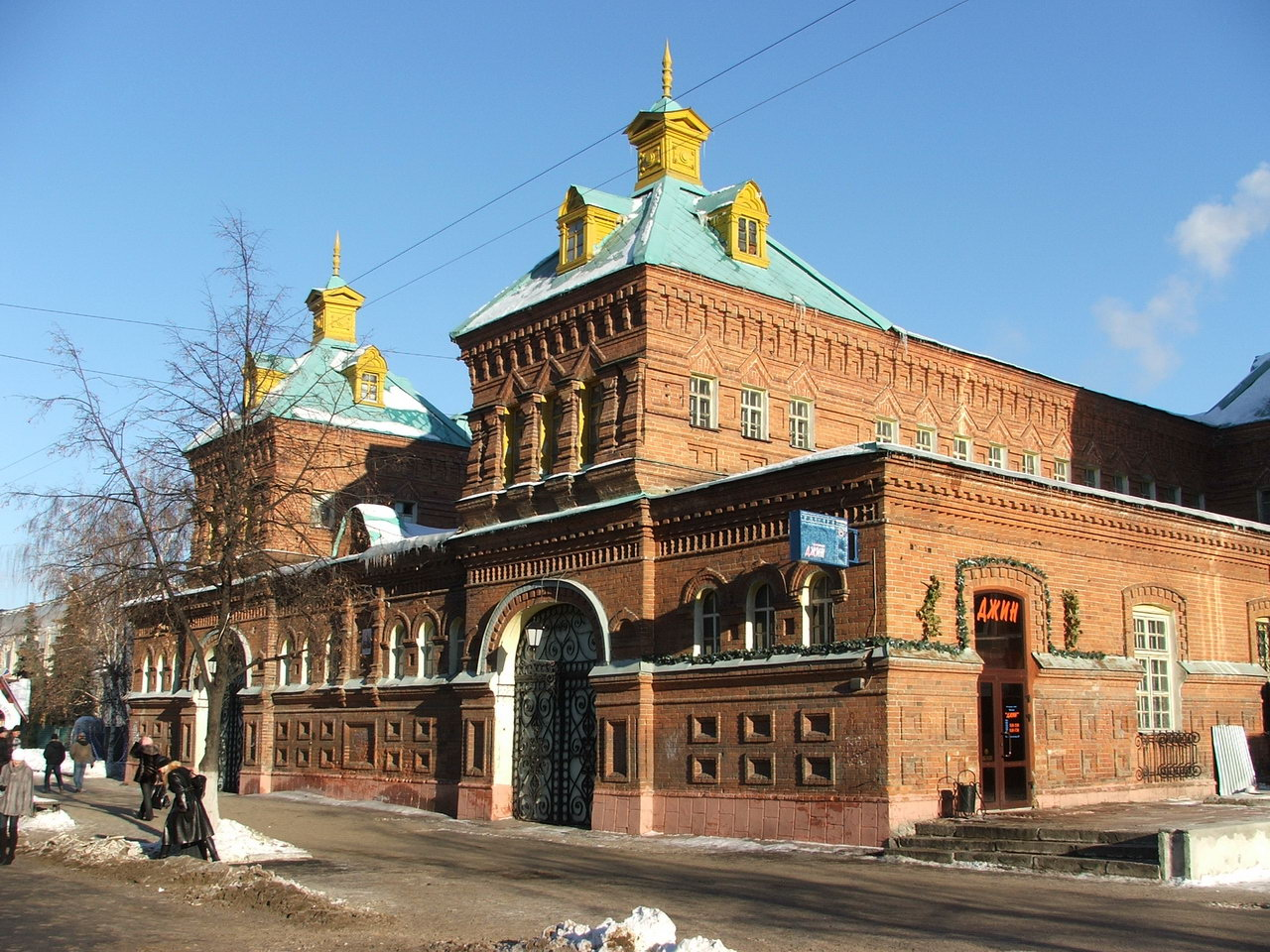
Vista de un edificio de Penza

## Clima
| Parámetros climáticos promedio de Penza (normales 1991–2020, extremos 1850–presente) | Parámetros climáticos promedio de Penza (normales 1991–2020, extremos 1850–presente) | Parámetros climáticos promedio de Penza (normales 1991–2020, extremos 1850–presente) | Parámetros climáticos promedio de Penza (normales 1991–2020, extremos 1850–presente) | Parámetros climáticos promedio de Penza (normales 1991–2020, extremos 1850–presente) | Parámetros climáticos promedio de Penza (normales 1991–2020, extremos 1850–presente) | Parámetros climáticos promedio de Penza (normales 1991–2020, extremos 1850–presente) | Parámetros climáticos promedio de Penza (normales 1991–2020, extremos 1850–presente) | Parámetros climáticos promedio de Penza (normales 1991–2020, extremos 1850–presente) | Parámetros climáticos promedio de Penza (normales 1991–2020, extremos 1850–presente) | Parámetros climáticos promedio de Penza (normales 1991–2020, extremos 1850–presente) | Parámetros climáticos promedio de Penza (normales 1991–2020, extremos 1850–presente) | Parámetros climáticos promedio de Penza (normales 1991–2020, extremos 1850–presente) | Parámetros climáticos promedio de Penza (normales 1991–2020, extremos 1850–presente) |
| Mes                                                                                  | Ene.                                                                                 | Feb.                                                                                 | Mar.                                                                                 | Abr.                                                                                 | May.                                                                                 | Jun.                                                                                 | Jul.                                                                                 | Ago.                                                                                 | Sep.                                                                                 | Oct.                                                                                 | Nov.                                                                                 | Dic.                                                                                 | Anual                                                                                |
| ------------------------------------------------------------------------------------ | ------------------------------------------------------------------------------------ | ------------------------------------------------------------------------------------ | ------------------------------------------------------------------------------------ | ------------------------------------------------------------------------------------ | ------------------------------------------------------------------------------------ | ------------------------------------------------------------------------------------ | ------------------------------------------------------------------------------------ | ------------------------------------------------------------------------------------ | ------------------------------------------------------------------------------------ | ------------------------------------------------------------------------------------ | ------------------------------------------------------------------------------------ | ------------------------------------------------------------------------------------ | ------------------------------------------------------------------------------------ |
| Temp. máx. abs. (°C)                                                                 | 7.0                                                                                  | 8.5                                                                                  | 18.3                                                                                 | 28.3                                                                                 | 35.6                                                                                 | 37.7                                                                                 | 39.3                                                                                 | 40.4                                                                                 | 33.6                                                                                 | 25.6                                                                                 | 16.1                                                                                 | 11.0                                                                                 | 40.4                                                                                 |
| Temp. máx. media (°C)                                                                | -5.5                                                                                 | -4.5                                                                                 | 1.6                                                                                  | 13.0                                                                                 | 21.5                                                                                 | 24.9                                                                                 | 27.0                                                                                 | 25.4                                                                                 | 18.8                                                                                 | 10.3                                                                                 | 1.3                                                                                  | -4.0                                                                                 | 10.8                                                                                 |
| Temp. media (°C)                                                                     | -8.6                                                                                 | -8.5                                                                                 | -2.9                                                                                 | 7.0                                                                                  | 14.8                                                                                 | 18.6                                                                                 | 20.7                                                                                 | 18.9                                                                                 | 12.9                                                                                 | 6.1                                                                                  | -1.5                                                                                 | -6.8                                                                                 | 5.9                                                                                  |
| Temp. mín. media (°C)                                                                | -11.7                                                                                | -12.0                                                                                | -6.8                                                                                 | 1.9                                                                                  | 8.6                                                                                  | 12.6                                                                                 | 14.7                                                                                 | 13.1                                                                                 | 8.1                                                                                  | 2.6                                                                                  | -3.9                                                                                 | -9.6                                                                                 | 1.5                                                                                  |
| Temp. mín. abs. (°C)                                                                 | -39.9                                                                                | -38.3                                                                                | -29.3                                                                                | -16.6                                                                                | -5.6                                                                                 | -0.8                                                                                 | 4.7                                                                                  | 1.4                                                                                  | -6.4                                                                                 | -17.1                                                                                | -29.7                                                                                | -40.5                                                                                | -40.5                                                                                |
| Precipitación total (mm)                                                             | 41                                                                                   | 34                                                                                   | 37                                                                                   | 38                                                                                   | 45                                                                                   | 62                                                                                   | 56                                                                                   | 52                                                                                   | 50                                                                                   | 47                                                                                   | 44                                                                                   | 43                                                                                   | 549                                                                                  |
| Días de lluvias (≥ 1 mm)                                                             | 6                                                                                    | 5                                                                                    | 7                                                                                    | 13                                                                                   | 16                                                                                   | 19                                                                                   | 18                                                                                   | 16                                                                                   | 17                                                                                   | 17                                                                                   | 12                                                                                   | 8                                                                                    | 154                                                                                  |
| Días de nevadas (≥ 1 mm)                                                             | 26                                                                                   | 22                                                                                   | 16                                                                                   | 5                                                                                    | 1                                                                                    | 0.1                                                                                  | 0                                                                                    | 0                                                                                    | 0.3                                                                                  | 5                                                                                    | 17                                                                                   | 25                                                                                   | 117                                                                                  |
| Horas de sol                                                                         | 42                                                                                   | 77                                                                                   | 138                                                                                  | 200                                                                                  | 275                                                                                  | 294                                                                                  | 302                                                                                  | 260                                                                                  | 162                                                                                  | 92                                                                                   | 45                                                                                   | 30                                                                                   | 1917                                                                                 |
| Humedad relativa (%)                                                                 | 84                                                                                   | 82                                                                                   | 79                                                                                   | 68                                                                                   | 61                                                                                   | 67                                                                                   | 69                                                                                   | 70                                                                                   | 73                                                                                   | 79                                                                                   | 86                                                                                   | 85                                                                                   | 75                                                                                   |
| Fuente n.º 1: Pogoda.ru.net                                                          |                                                                                      |                                                                                      |                                                                                      |                                                                                      |                                                                                      |                                                                                      |                                                                                      |                                                                                      |                                                                                      |                                                                                      |                                                                                      |                                                                                      |                                                                                      |
| Fuente n.º 2: Climatebase (horas de sol 1971–2012)                                   |                                                                                      |                                                                                      |                                                                                      |                                                                                      |                                                                                      |                                                                                      |                                                                                      |                                                                                      |                                                                                      |                                                                                      |                                                                                      |                                                                                      |                                                                                      |

## Nacidos en Penza
- Alekséi Jovanski (1814–1899), editor de la primera revista científico-lingüística de Rusia titulada Filologuícheskie Zapiski
- Vsévolod Meyerhold (1874–1940), director teatral, actor y teórico ruso
- Nikolái Avkséntiev (1878–1943), político ruso, escritor
- Ivan Mosjoukine (1889–1939), actor cinematográfico ruso
- Vsévolod Pudovkin (1893–1953), director de cine ruso y soviético
- Alekséi Vvedenski (1898–1972), botánico ruso
- Aleksandr Medvedkin (1900–1989), director de cine soviético
- Piotr Dolgov (1920–1962), paracaidista de pruebas militar
- Aleksandr Meléntiev (1954–2015), deportista de tiro deportivo y medallista olímpico ruso
- Marat Kulajmétov (1959), general del Ejército Ruso, comandante de las fuerzas de paz en Osetia del Sur
- Aleksandr Samokutiáyev (1970), cosmonauta ruso
- Timur Rodríguez (1979), cantante, actor y presentador ruso de origen azerí
- Natalia Lavrova (1984–2010), gimnasta rusa, bicampeona olímpica
- Yekaterina Lísina (1987), jugadora de baloncesto rusa
- Denís Abliazin (1992), gimnasta artístico ruso